# Федонюк Дмитро Володимирович
Дмитро́ Володи́мирович Федоню́к — старший солдат Збройних сил України, учасник російсько-української війни 2014—2017.
Станом на 27 грудня 2014-го перебував в полоні у терористичних загонів.

## Нагороди
За особисту мужність і героїзм, виявлені у захисті державного суверенітету та територіальної цілісності України, вірність військовій присязі під час російсько-української війни, відзначений — нагороджений
- 13 серпня 2015 року — орденом «За мужність» III ступеня.